# Badminton 1927
Höhepunkte des Badmintonjahres 1927 waren die All England, die Irish Open und die Scottish Open.
==Internationale Veranstaltungen ==
| Veranstaltung | Herreneinzel         | Dameneinzel      | Herrendoppel                       | Damendoppel                              | Mixed                           |
| ------------- | -------------------- | ---------------- | ---------------------------------- | ---------------------------------------- | ------------------------------- |
| All England   | Frank Devlin         | Marjorie Barrett | Frank Devlin Gordon Mack           | Margaret L. Rivers Tragett Hazel Hogarth | Frank Devlin Eveline Peterson   |
| Irish Open    | George Alan Thomas   | D. Pilkington    | G. S. B. Mack George Alan Thomas   | D. Pilkington Ada Good                   | G. S. B. Mack A. M. Head        |
| Scottish Open | Albert Edward Harbot | Marjorie Barrett | George Alan Thomas Herbert S. Uber | Violet Elton Marjorie Barrett            | Ian Maconachie Marion Armstrong |